# 佐藤健裕
佐藤 健裕（さとう たけひろ、1961年（昭和36年）8月2日 - ）は、日本の経済学者、実業家、中央銀行家。大阪府出身。

## 略歴
- 1985年3月 京都大学経済学部卒業
- 1985年4月 住友銀行入行
- 1999年10月 モルガン・スタンレー・ジャパン・リミテッド入社
- 2006年12月 モルガン・スタンレー証券エグゼクティブ・ディレクター 日本経済担当チーフエコノミスト
- 2010年1月 モルガン・スタンレー証券マネージング・ディレクター 日本経済担当チーフエコノミスト
- 2010年4月 モルガン・スタンレー証券マネージング・ディレクター 経済調査部チーフエコノミスト、債券戦略部長
- 2012年4月 モルガン・スタンレーMUFG証券マネージング・ディレクター経済調査部チーフエコノミスト、債券調査本部長
- 2012年7月24日 日本銀行政策委員会審議委員（2017年7月23日まで）

## 日本銀行政策委員会審議委員として
2012年7月24日、日本銀行政策委員会審議委員に就任。
2013年4月4日、金融政策決定会合で「量的・質的金融緩和」の導入に賛成した。
2014年10月31日、金融政策決定会合で「量的・質的金融緩和」の拡大に、「これまでの金融市場調節方針を維持することが適当である」として反対した。
2016年1月29日、金融政策決定会合で、「マイナス金利の導入はマネタリーベースの増加ペースの縮小とあわせて実施すべきである」として、マイナス金利の導入に反対した。
2016年7月29日、金融政策決定会合で、ETF（上場投資信託）買入れ額を倍増させる金融緩和の強化について、「約６兆円の買入れは、市場の価格形成や日本銀行の財務健全性に及ぼす悪影響などを踏まえると過大である」として反対した。